# EC Krefeld
Der Eisstock-Club Krefeld ist ein Sportverein aus Krefeld. Einzige Sparte ist der Eisstocksport.

## Geschichte
Der Verein wurde am 28. Dezember 1967 in der Eisstadiongaststätte in Krefeld gegründet. Vorher bereits gab es im Krefelder Eislaufverein 1936 eine Sparte Eisstocksport.

## Erfolge
Neben Pokalen und Meistertiteln in Nordrhein-Westfalen erzielte der Verein auch Erfolge auf Deutschen Meisterschaften. Zuletzt konnten die Damenmannschaft im Januar 2006 bei der Finalrunde in Regen einen siebten Platz erringen, die Herrenmannschaft landete auf Platz elf. Zuvor hatten sich die Damen als Zweiter der Bundesliga West, die Herren als Dritter der Bundesliga West für die Finalrunde qualifiziert. Für beide Mannschaften war diese Platzierung gleichbedeutend mit der Landesmeisterschaft Nordrhein-Westfalen.